# Leslie Hope
Leslie Ann Hope (Halifax, 6 de Maio de 1965) é uma atriz canadense.
Participou de filmes canadenses e americanos, e séries de televisão. Se formou St. Michael's University School de Vitória na Colúmbia Britânica, em 1982.

## Carreira
Sua primeira atuação foi em um filme canadense chamado Ups and Downs, de 1981. Atuou como Teri Bauer, personagem da série americana 24 Horas, durante a primeira temporada, de 2001 a 2002. Também participou de Star Trek: Deep Space Nine, como Kira Nerys, mãe Kira Meru. Participou do Gemini Award ganhando um Human Cargo, em 2008 participou do filme Quebrando Regras.

## Filmografia
| Ano       | Nome                                          | Personagens                       | Notas                                       |
| --------- | --------------------------------------------- | --------------------------------- | ------------------------------------------- |
| 1981      | Ups & Downs                                   | Penelope                          |                                             |
| 1984      | Love Streams                                  | Joanie                            |                                             |
| 1985      | Berrenger's                                   | Cammie Springer                   |                                             |
| 1985-1986 | Knots Landing                                 | Linda Martin                      | 6 Episódios                                 |
| 1986      | The Education of Allison Tate                 | Allison Tate                      |                                             |
| 1986      | Sword of Gideon                               | Shoshana                          | Filme de TV                                 |
| 1987      | Hunter                                        | Julie Lawrence                    | Episódio: Requiem for Sergeant McCall       |
| 1988      | Tales from the Hollywood Hills: Golden Land   | Dorrie                            | Filme de TV                                 |
| 1988      | Kansas                                        | Lori Bayles                       |                                             |
| 1988      | It Takes Two                                  | Stephanie Lawrence                |                                             |
| 1988      | Talk Radio                                    | Laura                             |                                             |
| 1988-1989 | War and Remembrance                           | Madeline Henry                    | 4 Episódios                                 |
| 1989      | Ask Me Again                                  | Elizabeth Leopold                 | Filme de TV                                 |
| 1990      | Men at Work                                   | Susan Wilkins                     |                                             |
| 1990      | Working Tra$h                                 | Susan Fahnestock                  | Filme de TV                                 |
| 1991      | True Confections                              | Verna Miller                      | Filme de TV                                 |
| 1991      | The Big Slice                                 | Jenny Colter                      |                                             |
| 1993      | Doppelganger                                  | Elizabeth                         |                                             |
| 1993      | Sweet Killing                                 | Eva Bishop                        |                                             |
| 1993      | Caught in the Act                             | Rachel                            | Filme de TV                                 |
| 1993      | Paris, France                                 | Lucy                              |                                             |
| 1994      | Boozecan                                      | Helen                             |                                             |
| 1994      | Fun                                           | Jane                              |                                             |
| 1994      | Cityscrapes: Los Angeles                      | Katie                             |                                             |
| 1994      | Schemes                                       | Laura Steele                      |                                             |
| 1994      | SeaQuest 2032                                 | Marie Piccolo                     | Episódio: Vapors                            |
| 1994      | Party of Five                                 | Meg                               | Episódio: Grownups                          |
| 1995      | The Avenging Angel                            | Liza Rigby                        | Filme de TV                                 |
| 1995      | Shadow-Ops                                    | Paige                             | Filme de TV                                 |
| 1996      | The Conspiracy of Fear                        | Jamimah 'Jimmy' Camely            | Filme de TV                                 |
| 1996      | Rowing Through                                | Kate Bordeleau                    |                                             |
| 1996      | Seduced by Madness: The Diane Borchardt Story | Claire Brown                      | 2 Episódios                                 |
| 1996      | First Degree                                  | Hadley Pyne                       |                                             |
| 1996      | Early Edition                                 | Meredith Carson                   | 2 Episódios                                 |
| 1998      | Blackout Effect                               | Karen                             | Filme de TV                                 |
| 1998      | Shadow Builder                                | Jenny Hatcher                     |                                             |
| 1998      | This Matter of Marriage                       | Hallie Mitchell                   | Filme de TV                                 |
| 1998      | Star Trek: Deep Space Nine                    | Kira Meru                         | Episódio: Wrongs Darker Than Death or Night |
| 1998      | Summer of the Monkeys                         | Sarah Lee                         |                                             |
| 1998-1999 | Chicago Hope                                  | Vicki Slater                      | 2 Episódios                                 |
| 1999      | Vengeance Unlimited                           | Mrs. Thomas                       | Episódio: Legalese                          |
| 1999      | Water Damage                                  | Arabella Bauer                    |                                             |
| 1999      | Restless Spirits                              | Charlotte                         | Filme de TV                                 |
| 1999      | The Life Before This                          | Alice                             |                                             |
| 1999-2000 | The Outer Limits                              | Darcy Kipling/Weatherman          | 2 Episódios                                 |
| 2000      | Double Frame                                  | Special Agent Kate Olsen          |                                             |
| 2000      | Bruiser                                       | Rosemary Newley                   |                                             |
| 2000      | Judging Amy                                   | Dr. Amanda Kubiak                 | Episódio: Drawing the Line                  |
| 2000      | The Spreading Ground                          | Leslie DeLongpre                  |                                             |
| 2000      | RoboCop: Prime Directives                     | Ann R. Key                        | Mini-série                                  |
| 2000      | Level 9                                       | Grace Bishop aka Gina Bartholomew | Episódio: Mail Call                         |
| 2001      | Sanctuary                                     | Kirby Fitzsimmons                 | Filme de TV                                 |
| 2001      | The District                                  | Special Agent Grace Curry         | 2 Episódios                                 |
| 2001      | Stolen Miracle                                | Sgt. Jane McKinley                | Filme de TV                                 |
| 2001-2002 | 24                                            | Teri Bauer                        | 24 Episódios                                |
| 2002      | Dragonfly                                     | Charisse Darrow                   |                                             |
| 2003      | An Unexpected Love                            | Kate Mayer                        | Filme de TV                                 |
| 2003      | The Incredible Mrs. Ritchie                   | Joan                              | Filme de TV                                 |
| 2003-2004 | Line of Fire                                  | Lisa Cohen                        | 13 Episódios                                |
| 2004      | Human Cargo                                   | Charlene Fischer                  | Mini-série                                  |
| 2004      | Meltdown                                      | Zoe Cox                           | Filme de TV                                 |
| 2004      | Open Heart                                    | Host                              | Filme de TV                                 |
| 2004      | H2O                                           | Sgt. Leah Collins                 | Filme de TV                                 |
| 2005      | House MD                                      | Victoria Madsen                   | Episódio: Histories                         |
| 2005      | The Eleventh Hour                             | Moira Seagull/Marsha Segal        | Episódio: The Miracle Worker                |
| 2005      | The Fix                                       | Leslie                            |                                             |
| 2005      | Hunt for Justice                              | Camille Gilbert                   | Filme de TV                                 |
| 2005-2006 | Commander in Chief                            | Melanie Blackston                 | 5 Episódios                                 |
| 2006      | Karol - The Pope, the Man                     | Julia Ritter                      | Filme de TV                                 |
| 2006      | Everwood                                      | Laurie Fields                     | 3 Episódios                                 |
| 2006-2008 | Runaway                                       | Lilly                             | 10 Episódios                                |
| 2007      | Eyes                                          | Nana Burgess                      | Episódio: Karma                             |
| 2007      | Don't Cry Now                                 | Bonnie                            | Filme de TV                                 |
| 2007      | CSI: Miami                                    | Denise Partney                    | Episódio: Permanent Vacation                |
| 2007      | Everest                                       | Michelle Winegate                 | Mini-série                                  |
| 2008      | The Apostles                                  | Dee Brinjak                       | Filme de TV                                 |
| 2008      | Never Back Down                               | Margot Tyler                      |                                             |
| 2008      | Law & Order: Criminal Intent                  | Terri Driver                      | 2 Episódios                                 |
| 2008      | Private Practice                              | Linda                             | Episódio: Nothing to Talk About             |
| 2008      | Faux Baby                                     | Leslie/Dr. Greenfield             | 2 Episódios                                 |
| 2008-2010 | The Mentalist                                 | Kristina Frye                     | 4 Episódios                                 |
| 2009      | Jesse Stone: Thin Ice                         | Sidney Greenstreet                | Filme de TV                                 |
| 2009      | Black Rain                                    | Carol Grey                        | Filme de TV                                 |
| 2009      | Formosa Betrayed                              | Lisa Gilbert                      |                                             |
| 2012      | The River                                     | Tess Cole                         | 8 Episódios                                 |
| 2012      | Castle                                        | Gwen Harwin                       | Episódio: Secret Santa                      |
| 2013      | Revolution                                    | Presidente                        |                                             |